# Aleluya (En la tierra)
Aleluya (En La Tierra) es el segundo álbum en español de la banda estadounidense de adoración contemporánea Elevation Worship. El álbum fue lanzado el 19 de julio de 2019 a través de su propio sello, Elevation Worship Records.

## Recepción de la crítica
Joshua Andre, especificando en una reseña de tres estrellas y media para 365 Days of Inspiring Media, responde "La semana pasada, se lanzó Aleluya (En La Tierra). Sí, es la versión en español de Hallelujah Here Below. Aunque me encantan los álbumes cantados en otro lenguaje: permite que Dios se mueva y usted sea más susceptible al Espíritu Santo; creó que esta liberación es excesiva".

## Premios y reconocimientos
En el 2020 el álbum Aleluya (En La Tierra) fue nominado a un Premio Dove en la categoría "Álbum en español del año" en los 51st GMA Dove Awards.
| Año  | Organización       | Premio                   | Resultado | Referencias |
| ---- | ------------------ | ------------------------ | --------- | ----------- |
| 2020 | Premio Dove Awards | Álbum del año en español | Ganador   | [ 8 ] [ 9 ] |

## Listas de canciones
| No.             | Título                                                     | Escritor(es)                                                                  | Duración |
| --------------- | ---------------------------------------------------------- | ----------------------------------------------------------------------------- | -------- |
| 1.              | "No Se Detendrá (Won't Stop Now)"                          | Chris Brown / Steven Furtick                                                  | 5:08     |
| 2.              | "Dios De Promesas (feat. Evan Craft) (God of the Promise)" | Chris Brown / Steven Furtick / Aaron Robertson                                | 4:09     |
| 3.              | "Aleluya (En La Tierra) (Hallelujah Here Below)"           | Chris Brown / Steven Furtick                                                  | 5:58     |
| 4.              | "Contigo (With You)"                                       | Chris Brown / Steven Furtick / Tiffany Hammer                                 | 6:05     |
| 5.              | "Encuéntrame Otra Vez (Here Again)"                        | Chris Brown / Steven Furtick / Amy Corbett                                    | 6:46     |
| 6.              | "Eco (Echo)"                                               | Steven Furtick / Brown / Matthews Ntlele / Israel Houghton / Alexander Pappas | 3:46     |
| 7.              | "Digno (Worthy)"                                           | Chris Brow / Mack Brock / Steven Furtick                                      | 6:18     |
| 8.              | "Viene El Cielo (Here Comes Heaven)"                       | Steven Furtick / Chris Brown / Aaron Robertson                                | 4:33     |
| 9.              | "Poderoso Dios (feat. Evan Craft) (Mighty God)"            | Chris Brown / Steven Furtick                                                  | 4:54     |
| 10.             | "Poder (Power)"                                            | Chris Brown / Steven Furtick / Amy Corbett                                    | 5:11     |
| 11.             | "Fiel (Faithful)"                                          | Steven Furtick                                                                | 5:33     |
| Duración total: | Duración total:                                            | Duración total:                                                               | 58:28    |

## Posición en listas
| Lista (2019)                         | Máxima posición |
| ------------------------------------ | --------------- |
| US Latin Album Sales (Billboard)     | 8               |
| US Christian Album Sales (Billboard) | 49              |